# Hilde Martini-Striegl
Hilde Martini-Striegl (n. 1884, Arad  - d. 1974) a fost o poetă și scriitoare de limba germană originară din Banat, România. 

## Scrieri
- Roter Mohn / Gedichte und Prosa (Macul roșu / poezii și proză), Editura Kriterion, București, 1988

## Scrieri despre Martini-Striegl
- Hilde Martini-Striegl, eine zu Unrecht vergessene Banater Dichterin (H. M.-S., o poetă bănățeancă uitată pe nedrept), subtitlu: Aus ihren Briefen und Aufzeichnungen (Din scrisorile și scrierile ei); editare și cuvânt introductiv Alfred Kittner, în: Südostdeutsche Vierteljahresblätter, Jahrgang 37, 1988